# Nationaltheater „Iwan Wasow“

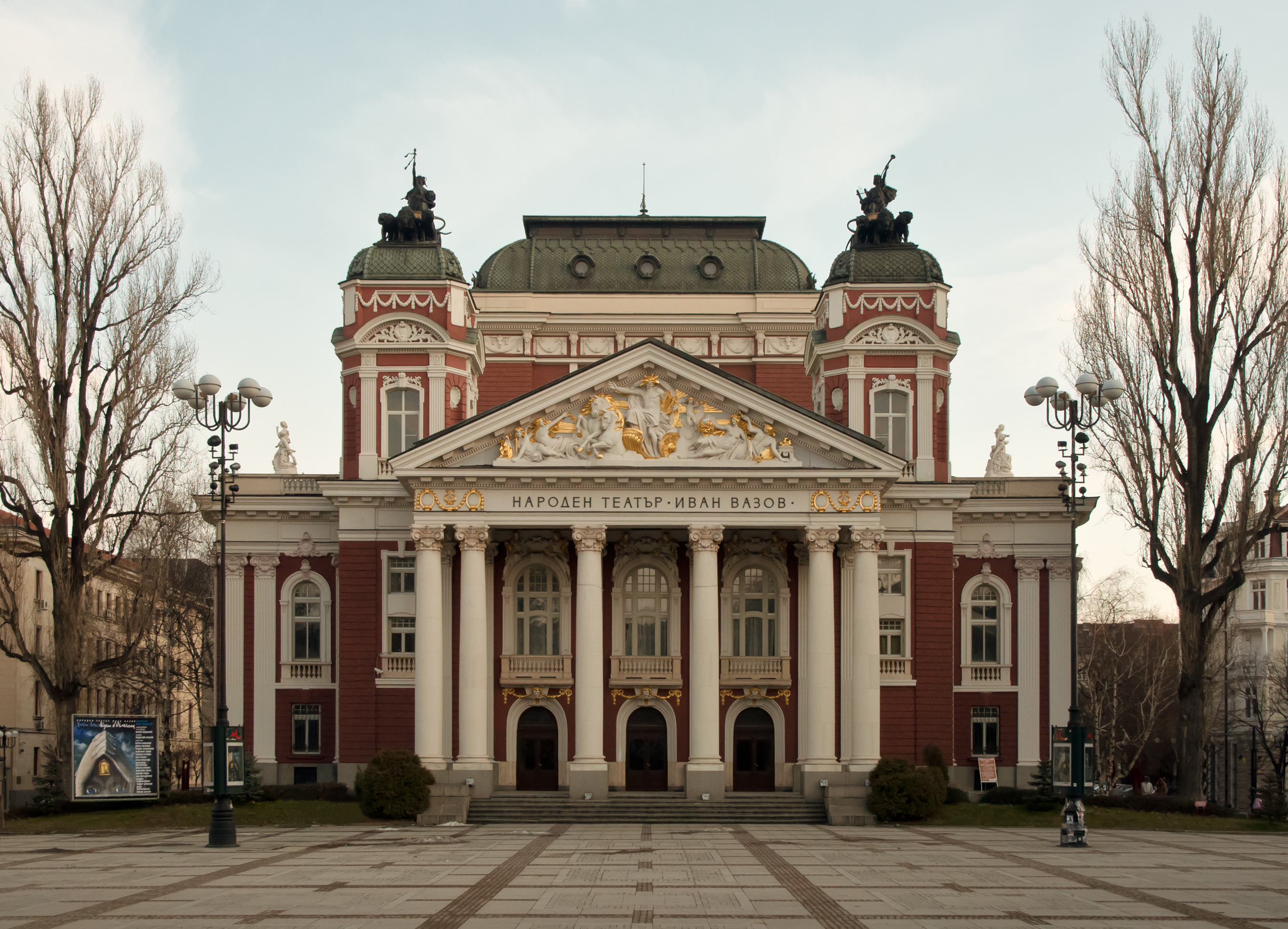
Nationaltheater „Iwan Wasow“ Sofia

Das Nationaltheater „Iwan Wasow“ (bulgarisch Народен театър „Иван Вазов“/Naroden teatar „Iwan Wasow“) ist ein Theatergebäude in der bulgarischen Hauptstadt Sofia. Es ist nach dem Schriftsteller Iwan Wasow benannt. Das neubarocke Gebäude nach Entwurf von Fellner & Helmer wurde 1908 von König Ferdinand I. von Bulgarien eröffnet.

## Lage
Das Nationaltheater befindet sich im Karree zwischen der Straßen Djakon Ignatij (bulg. Дякон Игнатий), Iwan Wasow (bulg. Иван Вазов), Slawjanska (bulg. Славянска) und Georgi Benkowski (bulg. Георги Бенковски). Vor dem Theater erstreckt sich der Stadtgarten von Sofia.

## Namen
Das Theater trug ihm Laufe seiner Geschichte unterschiedliche Namen:
- 1906–1952, Nationaltheater (bulg. Народен театър)
- 1952–1962, Nationaltheater Krastjo Sarafow (bulg. Народен театър „Кръстю Сарафов“)
- 1962–1977 und nach 1982 Nationaltheater „Iwan Wasow“

## Gebäude

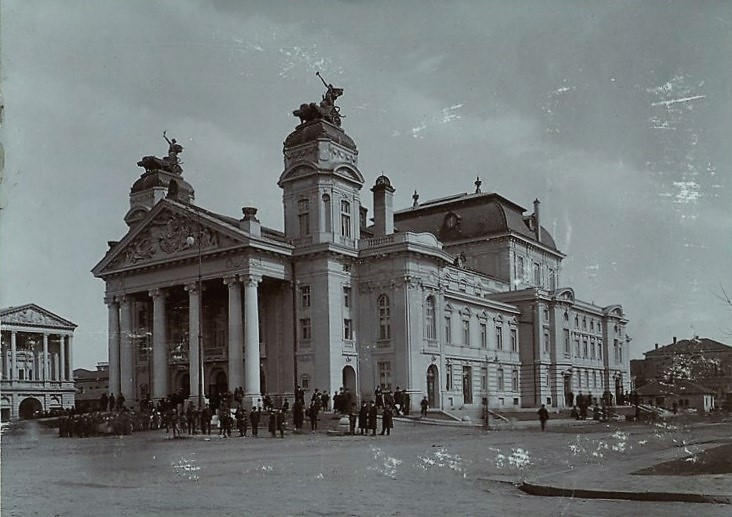
Theatergebäude, 1907

Das Gebäude wurde in der Nähe des ehemaligen Zarenpalasts in Sofia (heute Nationale Kunstgalerie) nach dem Entwurf der Wiener Architekten Hermann Helmer und Ferdinand Fellner der Jüngere gebaut. Das Gebäude wurde Ende 1906 fertiggestellt, die erste Aufführung fand am 3. Januar 1907 statt.
1923 wurde das Theater während einer Vorstellung durch einen Brand stark beschädigt. Der folgende Umbau mit Erweiterung wurde nach den Plänen des deutschen Architekten Martin Dülfer durch Kiril Tschoparow bis 1929 vollzogen. Während der Bombardierung Sofias 1943/1944 wurde der Bau erneut stark beschädigt und 1945 instand gesetzt. Der letzte große Umbau erfolgte 1971–1975, als ein spezieller Saal für Kammermusik errichtet wurde.
2007 wurden die Fassaden, das Dach und die dekorativen Elemente renoviert und deren Vergoldung erneuert.